# Dioscorea hastiformis
Dioscorea hastiformis är en enhjärtbladig växtart som beskrevs av Reinhard Gustav Paul Knuth. Dioscorea hastiformis ingår i släktet Dioscorea och familjen Dioscoreaceae. Inga underarter finns listade i Catalogue of Life.